# アルコナ級コルベット
アルコナ級コルベット（ドイツ語: Gedeckte Korvetten der Arcona-Klasse）は、プロイセン王国海軍が建造した機帆走コルベットの艦級。公式の艦種呼称は甲板付きコルベット（Gedeckte Korvette）であったが、海外観測筋ではフリゲートとして扱われた。なお本級は、プロイセン海軍において初の蒸気機関で航行する軍艦であった。

## 来歴
1854年度海軍計画により、海外居留民保護など海外任務を行うための艦級として5隻が計画された。

## 設計
船体の基本形状は艦首水面下に衝角をもつ鉄骨木皮の船体に3本のシップ式マストと中央部に帆走時には伸縮する1本煙突を持つ当時の一般的な蒸気船の形態で、艦橋は2番マストの後方にあった。修理ドックの少ない海外で使用するために水面下には腐食や汚れの付きにくい銅板が貼られた。
艦砲としては、68ポンド砲（21cm砲）を舷側砲方式で片舷14基ずつ計28基を装備した。その後、1869年にまず後期建造艦3隻が22口径15cm砲17～19門および23口径125mm砲2門に換装した。残る2隻も、1870年には22口径15cm砲17門に換装した。

## 同型艦
| 艦名                       | 起工   | 進水           | 竣工          | 除籍   |
| -------------------------- | ------ | -------------- | ------------- | ------ |
| アルコナ SMS Arcona        | 1855年 | 1858年5月19日  | 1859年4月15日 | 1884年 |
| ガツェレ SMS Gazelle       | 1856年 | 1859年12月19日 | 1861年4月22日 | 1884年 |
| ヴィネタ SMS Vineta        | 1860年 | 1863年6月4日   | 1864年3月3日  | 1884年 |
| ヘルタ SMS Hertha          | 1860年 | 1864年10月1日  | 1865年11月1日 | 1884年 |
| エリーザベト SMS Elisabeth | 1866年 | 1868年10月18日 | 1869年9月29日 | 1887年 |